# 葉卡捷琳娜·多爾戈魯科娃
葉卡捷琳娜·米哈伊洛芙娜·多爾戈魯科娃（俄语：Екатери́на Миха́йловна Долгору́кова，1847年11月14日—1922年2月15日）是俄罗斯帝国贵族。她是沙皇亚历山大二世的情妇和第二任妻子。
16岁的多爾戈魯科娃在1864年在上学时遇上亚历山大二世到访学校。沙皇立即就爱上了多爾戈魯科娃并安排她成为皇后瑪麗亞·亞歷山德羅芙娜的女官。她起初不愿意成为沙皇众多的情妇之一，直至1866年才接受和亚历山大二世发生关系。沙皇当时就承諾如果他单身，他会立刻娶多爾戈魯科娃。
她居住在冬宫附近，亚历山大二世每周会见她三、四次。多爾戈魯科娃为他先后诞下四名子女。亚历山大二世的家人十分厌恶多爾戈魯科娃和其孩子，怀疑她想取代瑪麗亞·亞歷山德羅芙娜皇后的位置和干涉内政。但沙皇在写给妹妹奧爾加的信中表示多爾戈魯科娃不问政事，也不社交，只專心照顾他和孩子们。
1880年冬天，多爾戈魯科娃一家因安全原因而办到冬宫。瑪麗亞·亞歷山德羅芙娜皇后面见了她一家并祝福了她的子女。同年，瑪麗亞皇后病逝28天后，沙皇以貴庶通婚法和葉卡捷琳娜結婚。由於她並非任何歐洲王/皇室或是公國的成員，而僅僅是俄國境內的貴族，所以婚後不能被稱為皇后，子女也不能稱為大公。她於是和子女一起被賜封為尤里耶夫斯基亲王、公主的貴族封號。
沙皇在1881年被刺杀后，皇室提出每年给她养老金，条件是要她一家搬离冬宫。多爾戈魯科娃因此搬到法国巴黎居住。